# Jean de Mayorga
Jean de Mayorga (ou Juan de Mayorga), né en 1533 à Saint-Jean-Pied-de-Port et mort en mer le 15 juillet 1570 au large des îles Canaries (près de La Palma), est un frère jésuite missionnaire originaire du pays basque.

## Biographie
Né en 1533 à Saint-Jean-Pied-de-Port, capitale de la province basque-française de Basse-Navarre, à l'époque la seule partie de l'ancien royaume de Navarre faisant partie de la France, il s'installe à Saragosse où il a de la famille et se consacre au métier de peintre, obtenant une certaine renommée. 
C'est dans cette ville qu'il entre dans la Compagnie de Jésus en 1568 comme Frère coadjuteur. La Compagnie cherche alors des volontaires pour la mission au Brésil. Il est choisi et envoyé à Valence pour rejoindre l'expédition missionnaire d'Ignacio Azevedo pour le Brésil. Leur navire, le Santiago, en route pour le nouveau monde est intercepté le 15 juillet 1570 par les navires du corsaire huguenot Jacques de Sores au large de Tazacorte (île de La Palma). Découvrant qu'ils ont affaire avec des missionnaires jésuites, les corsaires, après tortures, les jettent par dessus bord, seul un membre de l'expédition sera gardé prisonnier comme cuisinier. C'est lui qui, après s'être échappé, racontera plus tard ce qui se sera passé.  

## Sa vénération
En 1854 l'ensemble des 40 jésuites sont béatifiés par le pape Pie IX. Le groupe est connu sous le nom de Quarante martyrs du Brésil. La date de leur vénération est le 15 juillet. Le diocèse de Bayonne vénère plus particulièrement Jean de Mayorga le 14 juillet.